# Yang Jia (Mörder)
Yang Jia (chinesisch 杨佳, Pinyin Yáng Jiā; * 27. August 1980; † 26. November 2008 in Schanghai) war ein chinesischer Bürger, der hingerichtet wurde, weil er in Shanghai sechs Polizisten erstochen hatte.
Der Fall um Yang erregte die Aufmerksamkeit der internationalen Medien wegen des öffentlich bekundeten Zuspruchs, der ihm in China zuteilwurde. Der im Exil lebende Schriftsteller Ma Jian sagte, Yang sei „eine Art Nationalheld“ geworden.

## Hintergrund
Yang, ein arbeitsloser 28-jähriger Bürger von Peking, der als Einzelgänger beschrieben wird, wurde Berichten zufolge von der Polizei in Shanghai im Oktober 2007 festgenommen, da der Verdacht bestand, dass sein Fahrrad gestohlen war. Er bewies, dass er es gemietet hatte, wurde aber nach eigenen Angaben auf der Wache misshandelt. Er verlangte daraufhin von der Polizei erfolglos, das zuzugeben.

## Morde
Den chinesischen Behörden und Medien zufolge zündete Yang Jia acht Molotow-Cocktails am Haupteingang des Polizeihauptquartiers in Zhabei, einem Vorort von Shanghai um ungefähr 9.40 Uhr morgens am 1. Juli 2008 – dem Jahrestag der Gründung der Chinesischen Kommunistischen Partei. Der Wachmann Gu Jianming versuchte Yang aufzuhalten und wurde von ihm verletzt. Danach stürmte Yang in das Gebäude und stach wahllos neun unbewaffnete Polizisten nieder, vier im Warteraum und fünf weitere auf dem Weg in den 20. Stock, bevor die Polizei ihn überwältigen konnte.
Sechs Polizisten erlitten Stichwunden in Brust, Lunge, Leber, Knie und im Genick und verbluteten. Neben dem Messer und den Molotow-Cocktails hatte Yang einen Hammer, eine Staubmaske und Tränengas-Spray bei sich.
Laut Todesurteil hat Yang seine Taten im Erdgeschoss des Polizeigebäudes um 9 Uhr 40 begonnen, um 9 Uhr 45 wurde er im 20. Stock des Gebäudes festgenommen. In etwa fünf Minuten soll er also sechs Menschen mit dem Messer im Erdgeschoss und auf mehreren weiteren Stockwerken schwere Wunden zugefügt und getötet, weitere verletzt haben und dazwischen die Treppe bis ins 20. Stockwerk hochgestürmt sein. Vier der Getöteten wurden mit je um die zehn Messerstichen verletzt, Yang Jia müsste in diesen fünf Minuten also mit ihnen gekämpft haben – war aber selber bei seiner Festnahme unverletzt. Die Videoaufnahme der Taten im Erdgeschoss zeigt einen maskierten Täter, überdies eine Zeit, die nach 9 Uhr 45 liegt. Aus diesen und weiteren Unstimmigkeiten der im Gerichtsverfahren verwandten Beweise ergibt sich die Möglichkeit, dass Yang Jia diese Taten gar nicht begangen hat. Wang Rongfen hat diese Unstimmigkeiten mit Sorgfalt zusammengestellt und 2011 im Netz veröffentlicht,

## Gerichtsverhandlung und Hinrichtung
Die Gerichtsverhandlung um Yang wurde wegen der Olympischen Sommerspiele 2008 vertagt. Am 27. August 2008 wurde Yang nach einer einstündigen Verhandlung am Shanghaier mittleren Volksgericht Nr. 2 verurteilt. Vier Tage später verkündete die amtliche Nachrichtenagentur Xinhua, das Gericht habe ihn des vorsätzlichen Mordes für schuldig befunden und er sei wie erwartet zum Tode verurteilt worden.
Das Todesurteil gegen Yang wurde am 20. Oktober 2008 in einer Berufungs-Verhandlung bestätigt. Das Berufungsgericht entschied, dass Yang zurechnungsfähig gewesen sei.
Am 21. November 2008 bestätigte das oberste Volksgericht das Todesurteil. Yang wurde am 26. November 2008 hingerichtet.

## Medienöffentlichkeit und öffentliche Meinung in China
Yang genoss zuerst eine ungewöhnlich positive Berichterstattung in der staatlich kontrollierten chinesischen Presse. Die Beijing News zeigte auf, dass bei Yangs Anwalt Xie Youming eventuell ein Interessenkonflikt vorliege, da er auch als Berater für die Stadtteilverwaltung, die vorgesetzte Behörde der betroffenen Polizeistation, tätig sei. Southern Weekend veröffentlichte einen langen sympathisierenden Bericht, der eine ganze Seite in Anspruch nahm. Andere chinesische Zeitungen wiesen darauf hin, dass Yang Unrecht getan worden sei, und verlangten ein gerechtes Gerichtsverfahren. In der Woche vor dem Prozess ignorierten die Shanghaier Medien den Fall, und die chinesischen Behörden verschärften ihre Anstrengungen, die Internet-Berichterstattung über das Thema zu zensieren.
Auch wenn zuerst öffentlicher Unmut über die Morde herrschte, bemerkten die westlichen Medien, dass der Diskurs in chinesischen Internet-Foren und Blogs sehr mit Yang sympathisierte, wobei von vielen der Verdacht geäußert wurde, dass Yang kein gerechtes Verfahren erhalten werde und dass die Polizei ihre eigenen Übeltaten verdecken wolle. Der Daily Telegraph zitiert einen chinesischen Blogger, der Yangs „ausgeprägtes Rechtsempfinden“ lobte, und einen anderen, der ihn mit Wu Song, einem Helden der chinesischen Literatur, verglich. Eine Nachricht auf Yangs MySpace-Seite lautete Berichten zufolge: „Du hast getan, was die meisten Leute tun wollen, aber nicht den Mut haben, zu tun.“
Am 13. Oktober 2008 fand vor dem Gericht von Shanghai, in dem die Revisions-Verhandlung stattfand, eine öffentliche Protestkundgebung statt. Nach Agence France-Presse wurden ungefähr zwölf Demonstranten, die T-Shirts mit Yangs Gesicht trugen, gewaltsam von der Polizei festgenommen.
Nach seiner Hinrichtung wurde Yang weiterhin mit Posts im Internet gewürdigt. Agence France-Presse berichtet, dass sehr wenige Internet-Benutzer die Meinung vertraten, Yang verdiene sein Schicksal, und zitierten den folgenden Beitrag eines chinesischen Forum-Benutzers als typisch für viele: „Wenn du der Polizei ein Messer entgegenreckst, dann wird es so enden. Aber die chinesische Geschichte wird sich in alle Zeit an Yang Jias Namen erinnern.“ Beim traditionellen Gedenkfest für die Verstorbenen Anfang April 2009 verhaftete die Polizei mehrere Personen in Peking, die versucht hatten, Yang Jias zu gedenken.